# Jules Danilo
Jules Danilo (Milán, Italia, 18 de mayo de 1995) es un piloto de motociclismo francés nacido en Italia que participa en el Campeonato Mundial de Supersport con el equipo CIA Landlord Insurance Honda. Él también ha competido previamente en el campeonato francés de 125cc/Moto3 - dos veces acabó como subcampeón - y en el CEV Moto3.

## Resultados

### Campeonato del Mundo de Motociclismo
Sistema de puntuación de 1993 hasta 2022:
| Posición | 1.º | 2.º | 3.º | 4.º | 5.º | 6.º | 7.º | 8.º | 9.º | 10.º | 11.º | 12.º | 13.º | 14.º | 15.º |
| Puntos   | 25  | 20  | 16  | 13  | 11  | 10  | 9   | 8   | 7   | 6    | 5    | 4    | 3    | 2    | 1    |

#### Por temporada
| Temp. | Cat.  | Moto        | Equipo                          | Carreras | Victorias | Podios | Poles | V.Ráp. | Pts. | Pos. |
| ----- | ----- | ----------- | ------------------------------- | -------- | --------- | ------ | ----- | ------ | ---- | ---- |
| 2013  | Moto3 | Kalex KTM   | Marc VDS Racing Team            | 4        | 0         | 0      | 0     | 0      | 0    | NC   |
| 2013  | Moto3 | Suter Honda | Ambrogio Racing                 | 4        | 0         | 0      | 0     | 0      | 0    | NC   |
| 2014  | Moto3 | Mahindra    | Ambrogio Racing                 | 18       | 0         | 0      | 0     | 0      | 2    | 30.º |
| 2015  | Moto3 | Honda       | Ongetta-Rivacold                | 18       | 0         | 0      | 0     | 0      | 12   | 26.º |
| 2016  | Moto3 | Honda       | Ongetta-Rivacold                | 18       | 0         | 0      | 0     | 0      | 58   | 20.º |
| 2017  | Moto3 | Honda       | Marinelli Rivacold Snipers Team | 18       | 0         | 0      | 0     | 0      | 29   | 21.º |
| 2018  | Moto2 | Kalex       | SAG Team                        | 17       | 0         | 0      | 0     | 0      | 0    | NC   |
| Total |       |             |                                 | 93       | 0         | 0      | 0     | 0      | 101  |      |

#### Carreras por año
(Carreras en negrita indica pole position, carreras en cursiva indica vuelta rápida)
| Año  | Cat.  | Moto        | 1       | 2       | 3       | 4       | 5       | 6       | 7       | 8      | 9       | 10      | 11     | 12      | 13      | 14     | 15     | 16      | 17      | 18      | 19     | Pos. | Pts. |
| ---- | ----- | ----------- | ------- | ------- | ------- | ------- | ------- | ------- | ------- | ------ | ------- | ------- | ------ | ------- | ------- | ------ | ------ | ------- | ------- | ------- | ------ | ---- | ---- |
| 2013 | Moto3 | Kalex KTM   | QAT     | AME     | SPA     | FRA Ret | ITA     | CAT     | NED     |        |         | CZE 24  | GBR    | RSM     | ARA     | MAL    | AUS    | JPN     | VAL     |         |        | NC   | 0    |
| 2013 | Moto3 | Suter Honda |         |         |         |         |         |         |         | GER 28 | IND 21  |         |        |         |         |        |        |         |         |         |        | NC   | 0    |
| 2014 | Moto3 | Mahindra    | QAT Ret | AME 22  | ARG 24  | SPA 27  | FRA Ret | ITA 22  | CAT 27  | NED 22 | GER 17  | IND 16  | CZE 18 | GBR 25  | RSM 26  | ARA 14 | JPN 19 | AUS 22  | MAL 17  | VAL Ret |        | 30.º | 2    |
| 2015 | Moto3 | Honda       | QAT 20  | AME Ret | ARG Ret | SPA 12  | FRA Ret | ITA Ret | CAT 16  | NED 16 | GER 15  | IND 14  | CZE 27 | GBR Ret | RSM Ret | ARA 22 | JPN 19 | AUS Ret | MAL 11  | VAL 16  |        | 26.º | 12   |
| 2016 | Moto3 | Honda       | QAT 11  | ARG 26  | AME 9   | SPA 9   | FRA Ret | ITA 11  | CAT Ret | NED 6  | GER 9   | AUT 16  | CZE 11 | GBR 13  | RSM 14  | ARA 19 | JPN 16 | AUS 9   | MAL Ret | VAL 26  |        | 20.º | 58   |
| 2017 | Moto3 | Honda       | QAT 17  | ARG 22  | AME 13  | SPA 12  | FRA 7   | ITA Ret | CAT Ret | NED 5  | GER 14  | CZE Ret | AUT 16 | GBR 22  | RSM Ret | ARA 20 | JPN 18 | AUS Ret | MAL Ret | VAL 19  |        | 21.º | 29   |
| 2018 | Moto2 | Kalex       | QAT 27  | ARG Ret | AME 26  | SPA 24  | FRA 20  | ITA Ret | CAT 23  | NED 23 | GER DNS | CZE 22  | AUT 20 | GBR C   | RSM 23  | ARA 26 | THA 20 | JPN 25  | AUS Ret | MAL 22  | VAL 18 | NC   | 0    |

### Campeonato Mundial de Supersport

#### Por temporada
| Temp. | Moto           | Equipo                       | N.º   | Carreras | Victorias | Podios | Poles | V.Rap. | Pts. | Pos   |
| ----- | -------------- | ---------------------------- | ----- | -------- | --------- | ------ | ----- | ------ | ---- | ----- |
| 2019  | Honda CBR600RR | CIA Landlord Insurance Honda | 95    | 5        | 0         | 0      | 0     | 0      | 22*  | 12.º* |
| Total | Total          | Total                        | Total | 5        | 0         | 0      | 0     | 0      | 22   |       |

#### Carreras por año
(Carreras en negrita indica pole position, carreras en cursiva indica vuelta rápida)
| Año  | Moto  | 1     | 2       | 3      | 4      | 5      | 6   | 7   | 8   | 9   | 10  | 11  | 12  | Pos.  | Pts. |
| ---- | ----- | ----- | ------- | ------ | ------ | ------ | --- | --- | --- | --- | --- | --- | --- | ----- | ---- |
| 2019 | Honda | AUS 9 | THA Ret | SPA 12 | NED 10 | ITA 11 | SPA | MIS | GBR | POR | FRA | ARG | QAT | 12.º* | 22*  |

 * Temporada en curso.